# Pyramica ohioensis
Pyramica ohioensis är en myrart som först beskrevs av Kennedy och Mabel Mary Schramm 1933.  Pyramica ohioensis ingår i släktet Pyramica och familjen myror. Inga underarter finns listade i Catalogue of Life.

## Bildgalleri

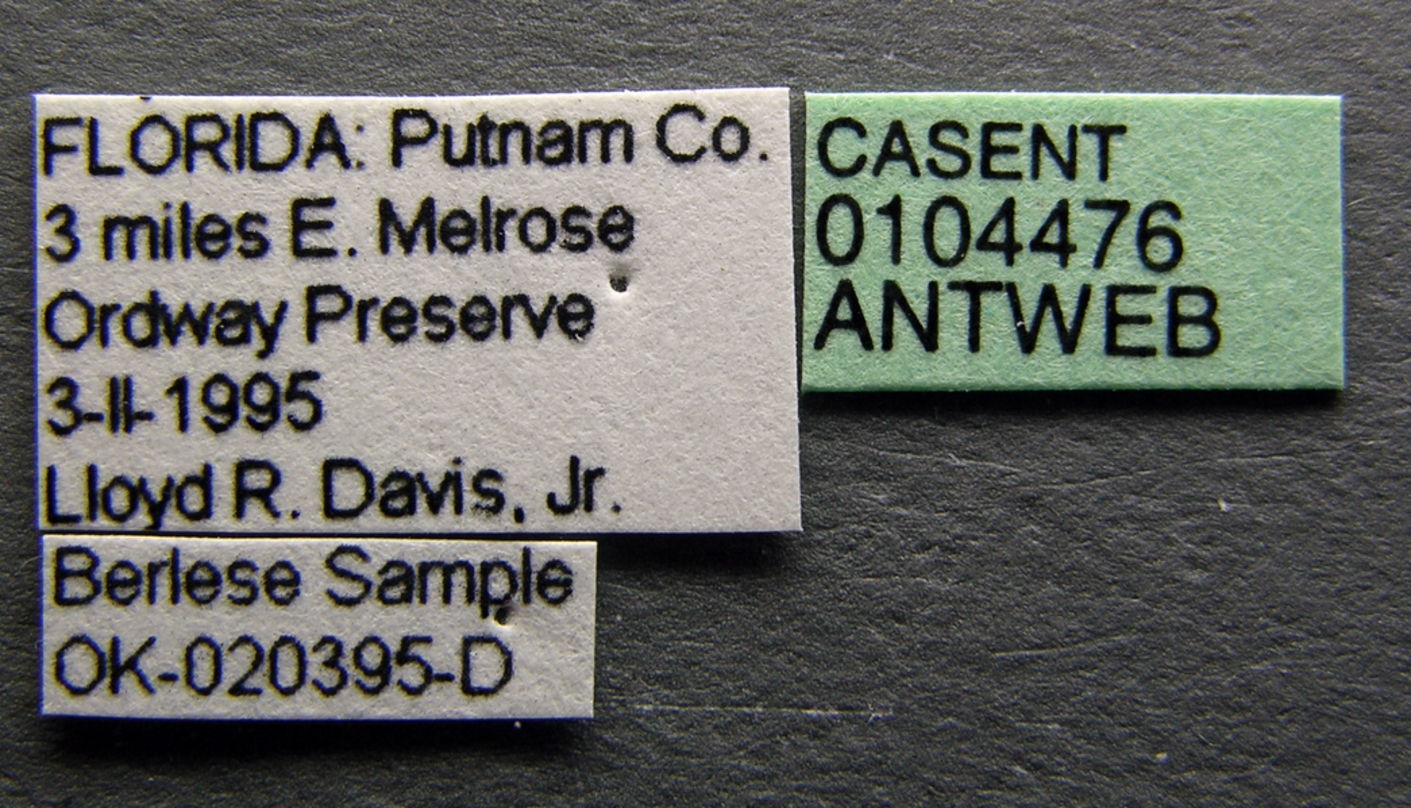